# Editorial Kapelusz
Kapelusz es una editorial argentina conocida por sus manuales de estudio de diferentes asignaturas para estudiantes de primaria y secundaria.

## Historia
La editorial fue fundada por Adolfo Kapelusz, quien aprovechó una resolución de Sarmiento de fines del siglo XIX que promovía que los docentes utilizaran una lista de libros acotada. Kapelusz primero instaló una librería en Chacabuco 325, en la ciudad de Buenos Aires, que posteriormente se transformó en imprenta para mejorar la calidad de los textos escolares disponibles en el mercado por entonces.